# Dejr el-Balah kormányzóság
Dejr el-Balah kormányzóság (arabul محافظة دير البلح [Muḥāfaẓat Dayr al-Balaḥ]) Palesztina tizenhat kormányzóságának egyike. A Gázai övezet középső részén fekszik. Északkeleten Gáza kormányzóság, délkeleten Izrael, délnyugaton Hán Júnisz kormányzóság, északnyugaton pedig a Földközi-tenger határolja. Központja Dejr el-Balah városa. Területe 85 km², népessége a 2007-es népszámlálás adatai szerint 216 494 fő.